# ヘルメット (紋章学)

エスカッシャン
フィールド
サポーター
モットー (スコットランド)
クレスト
リース
マント
ヘルメット
クラウン/コロネット
コンパートメント
チャージ
オーディナリー
モットー
画像ファイル（環境により文字がずれることもあります）

ヘルメット（英: Helmet）又はヘルム（英: Helm）は、紋章学において、エスカッシャンの上にあってリースとクレストを戴く、兜を模した紋章の構成要素である。

## 解説

### 歴史
| バレル・ヘルメット |  | バレル・ヘルメット |
| バレル・ヘルメット |  |                    |

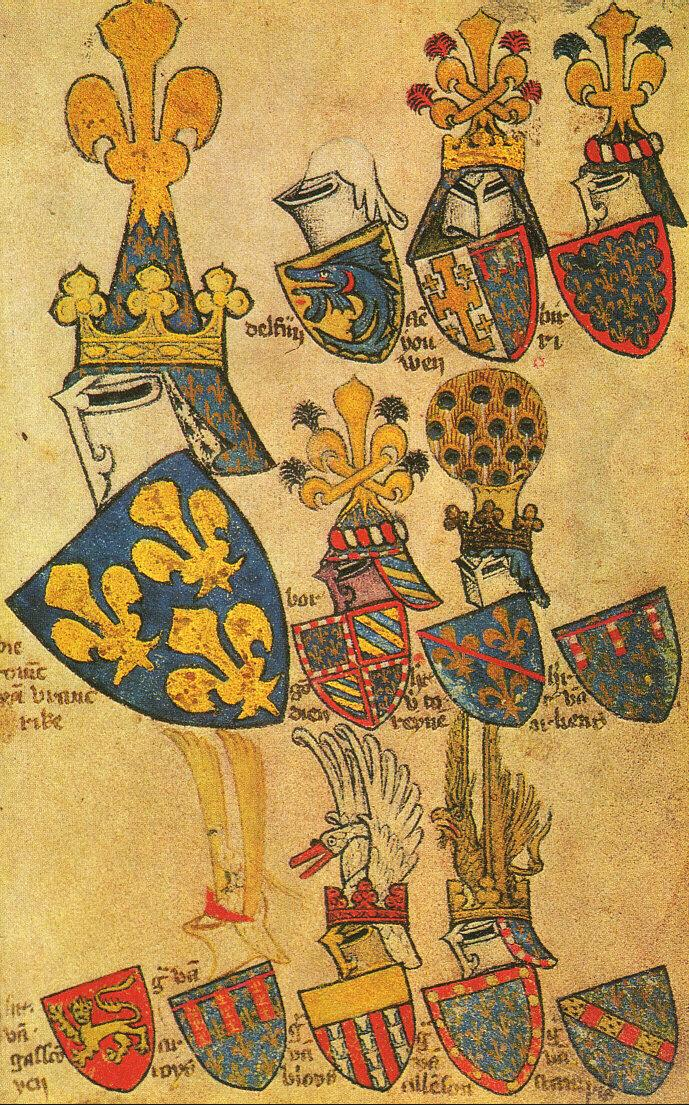
14世紀から15世紀のオランダの紋章鑑『ヘルレ紋章鑑』より。バレル・ヘルメットを描いた紋章が多いのがわかる。

紋章にヘルメットを描くようになったのは12世紀頃からであり、初期のものはバレル・ヘルメットと呼ばれる樽型のヘルメットであった。紋章の中のバレル・ヘルメットはその後15世紀から16世紀頃まで使われ続けた。バレル・ヘルメットには細長い隙間のような覗き穴が開いており、そこから外の様子を窺ったため非常に視界が悪かった。紋章の色が非常に限定されており、その色彩もはっきりしたものばかりなのは、視界が悪い中に見えた者が誰であるかを瞬時に知るのは困難であることと無関係ではない。
国によって若干異なるものの、17世紀頃から紋章に示されるヘルメットはバー・ヘルメット (Barred helmet) とバイザー・ヘルメット (Visor helmet) が主流になっていった。そのスタイルが爵位や社会的地位によって異なるようになり、これらのスタイルは時間とともに、実際の軍用の兜の発展に伴って発展していった。しかし、歴史的にヘルメットは特に紋章記述の中には記述されておらず、「固有の権利」の問題として、適切な階級によって自然に描くべきヘルメットが決まったため、ヘルメットの上に置くクレストがなかったとしても、エスカッシャンの上に必ずリースとマントを持つヘルメットを置く。

### スタイル

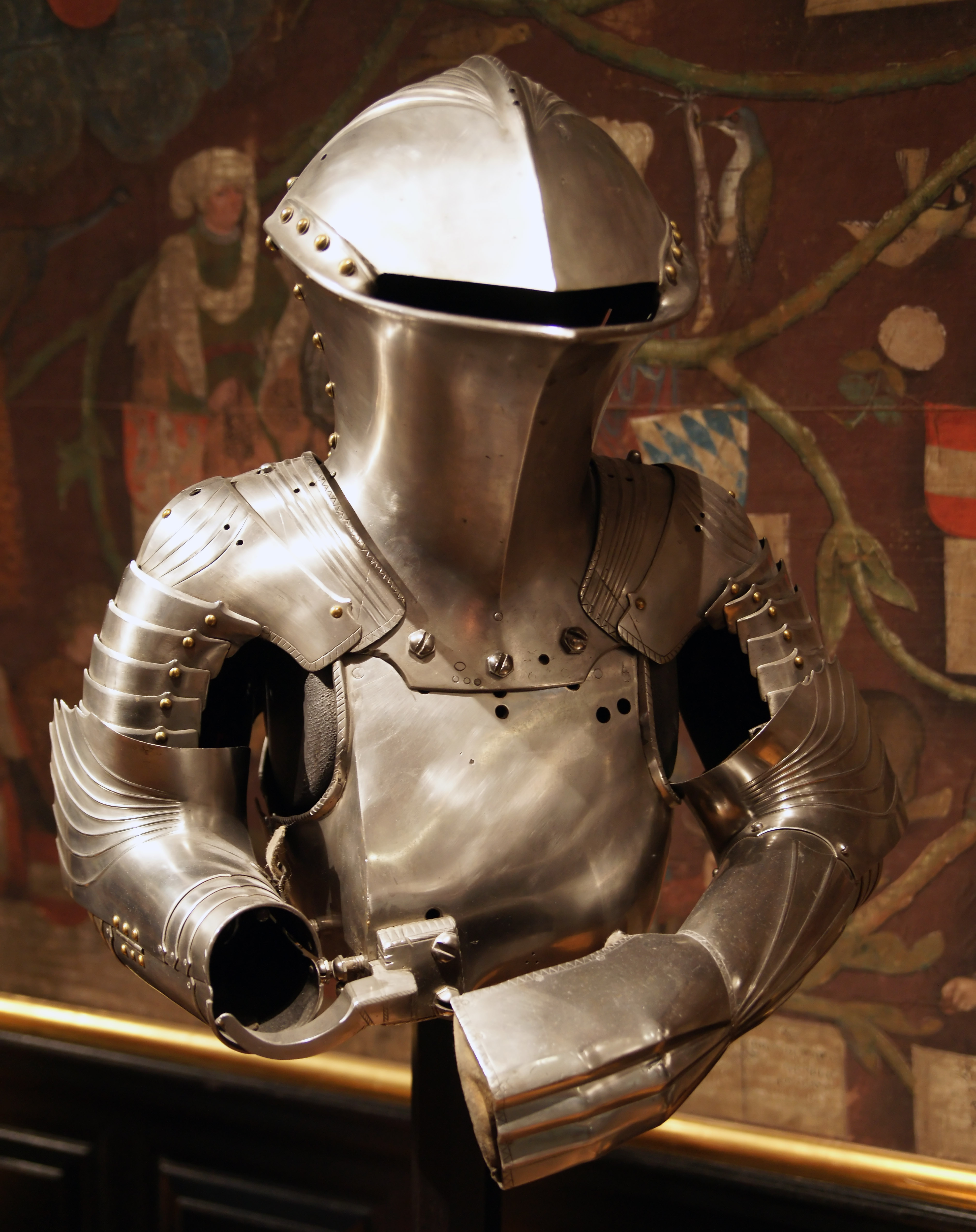
このジョウスティング・アーマーのようなヘルメットは騎士以下の郷士や市民なども紋章に使用できる。（写真はマクシミリアン1世のジョウスティング・アーマー）

爵位のない貴族と市民が一般に閉じたヘルメットを装う一方、バイザーの開いたヘルメットやバー・ヘルメットは典型的に高位の貴族の専用である。これらの分類が比較的一定のままであったが、その一方で、これらすべてのヘルメットの指定の形は時間とともに変化し、進化した。これらの紋章のヘルメットの進化は、中世の戦闘技術とトーナメントの進化に従っていたが、バー・ヘルメット又はオープン・フェイス・ヘルメットの表示を通して階級を示す習慣は、紋章学の実践が確立されたあと長らく、1615年頃まで現れなかった。ランスを持つジョウスト（相手を落馬させるか、激突した衝撃でランスを折ることで勝敗を決する一騎討ち）がメイスを持つトゥルネイ（相手のクレストをヘルメットから落とすことで勝敗を決する団体戦）に取って代わられたため、わずかな隙間から外を覗き込むような完全に頭全体を囲むヘルメットは、顔を保護するためのほんの少しのバーだけで視野を拡大された、前面が開いたヘルメットに変わった。ジョウストのヘルメットは誰でも自由に使うことができる一方、これらのバー・ヘルメットは、ウィーンの帝国書記官によって貴族と特定の法律学者や神学者に制限された。ヘルメットが向いている方向と格子のバーの数は後世の習慣で特別な重要性があったが、これは限られた期間の習慣ではない。バイザーを上げて正面を向いている金のヘルメットは、国王の冠を戴く王のヘルメットとしてプロイセン王によって採用された。教会の紋章学において、司教と他の聖職者は、ヘルメットの代わりにミトラまたは他の位階に適当な教会の帽子（カーディナル・ハット）を用いる 。

### ヘルメットの数
紋章のいくつかの伝統、特に、ドイツ及び北欧の紋章学において、2つまたは3つ、時折それ以上のヘルメットがひとつの紋章で使われることがあり、各々がその所有者が支配権を持つ封土を表す。この理由から、ドイツ及び北欧の紋章のヘルメットとクレストは、紋章にとって必須であると考えられており、それから決して切り離されることはない。複数のクレストを描く必要があるとき、イングランドの紋章学では、クレストはヘルメットから切り離され、ひとつのヘルメットの上にそれらのクレストを描く習慣が守られている。一方、ドイツの紋章学では16世紀以降複数のクレストが頻繁に現れ、クレストは常に各々がそれ自身のヘルメットからは分離できないものとしてわれ、ヘルメットと一致して配置される。大陸ヨーロッパでは、複数のヘルメットは通常内側へ向けられ、奇数ならば中央のヘルメットは正面を向けられる。一方、スカンジナビアの紋章学でヘルメットは通常外側へ向けられる。最後のブランデンブルク＝アンスバッハ辺境伯の紋章は、記録的な13のヘルメットとクレストでその頂部を覆われた21分割のエスカッシャンから成る。

### 例

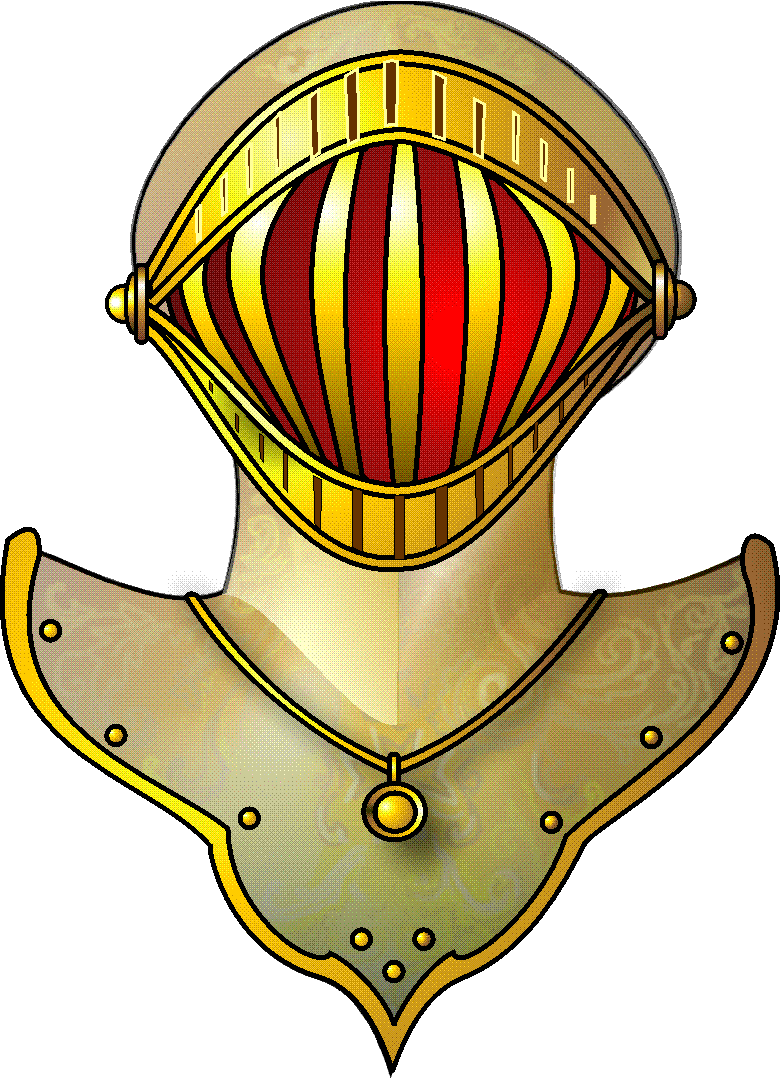
金色のバー・ヘルメット。イングランドの紋章学では国王と皇太子が用いる。
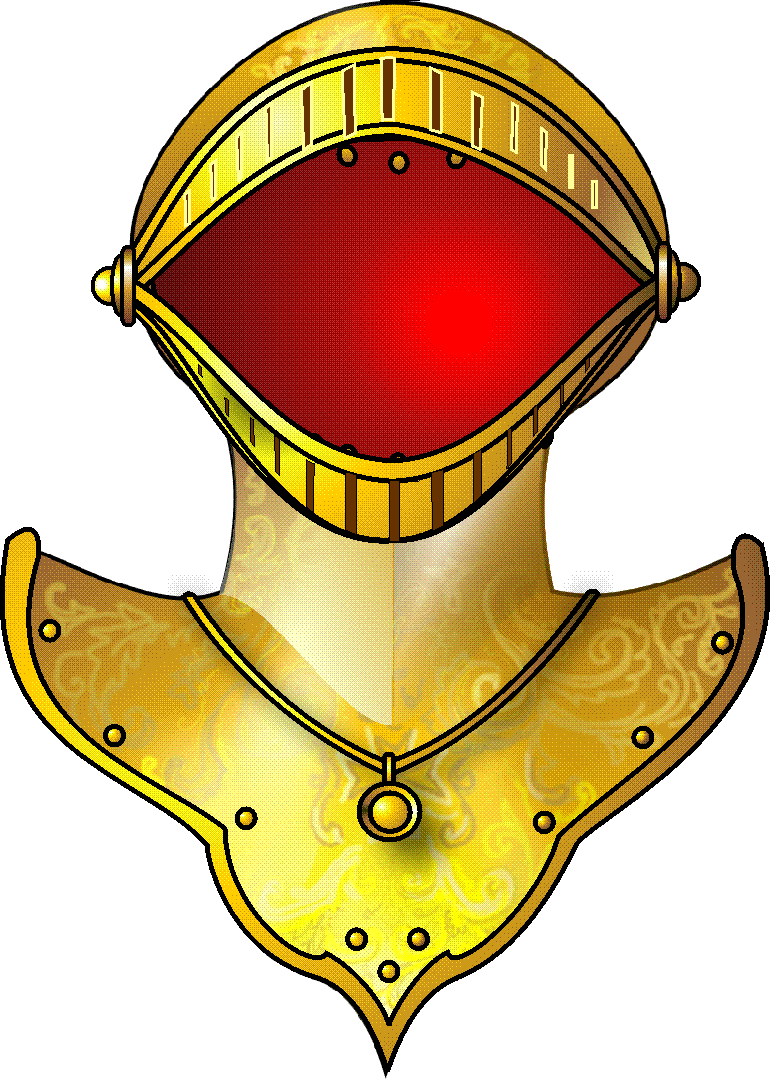
金色のオープン・バイザー・ヘルメット。フランス王が用いた。
司教によって使われ、ヘルメットの位置に置かれるミトラ。
聖職者の帽子。紐の色と結び目の数で所有者の位階がわかるようになっている。（紋章は空白）